# Nächst Neuendorf
Nächst Neuendorf è una frazione della città tedesca di Zossen, nel Land del Brandeburgo.

## Storia
Nel 2003 il comune di Nächst Neuendorf venne soppresso e aggregato alla città di Zossen.

### Esplicative
1. ↑  Letteralmente: «Neuendorf vicina», in contrapposizione alla limitrofa Fernneuendorf – «Neuendorf lontana».

### Bibliografiche
1. ↑  (DE) Hauptsatzung der Stadt Zossen, § 4. (PDF), su zossen.de.
2. ↑  (DE) Viertes Gesetz zur landesweiten Gemeindegebietsreform betreffend die Landkreise Havelland, Potsdam-Mittelmark, Teltow-Fläming, § 19, su bravors.brandenburg.de.